# Annabella Lwin

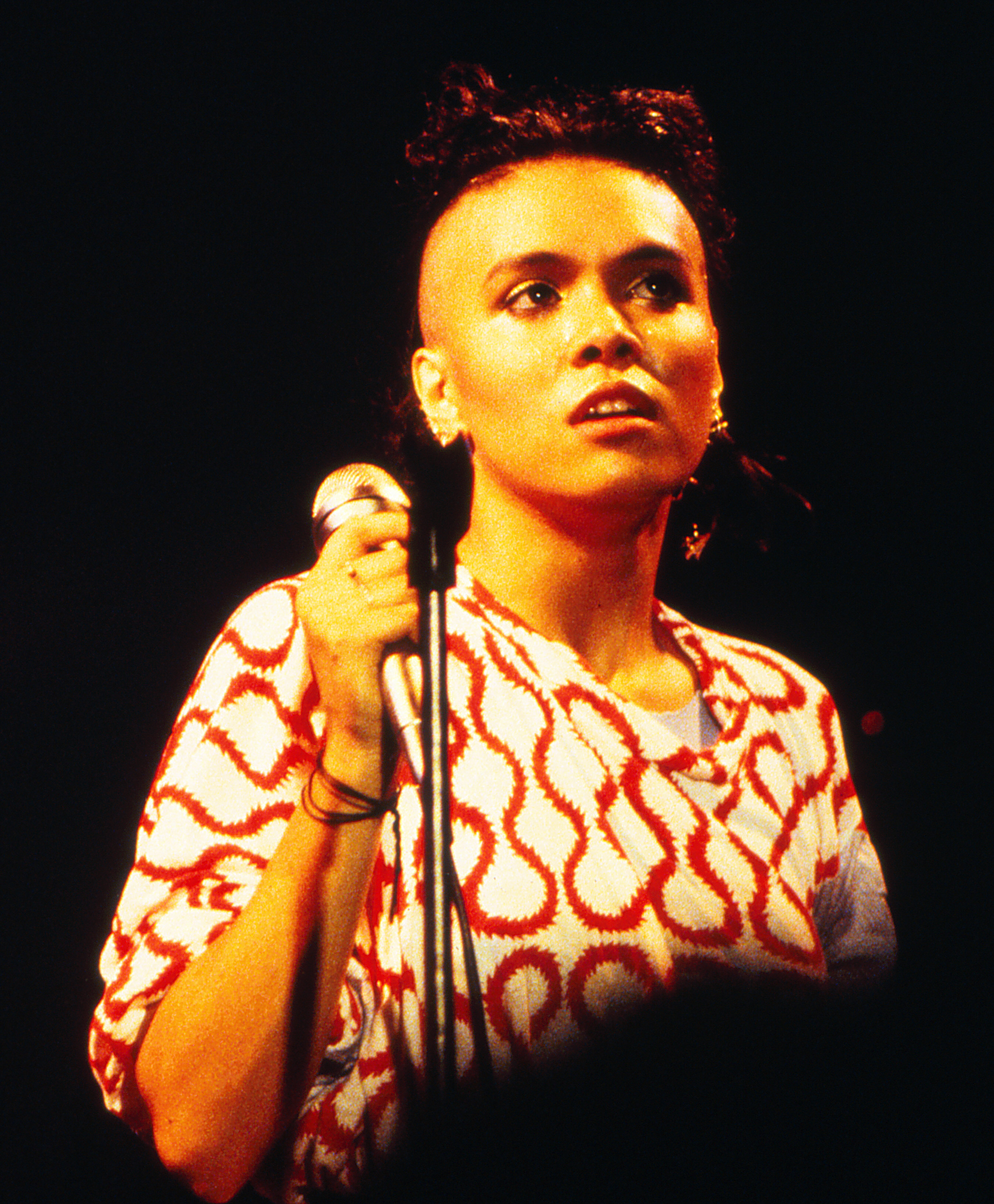
Annabella Lwin

Annabella Lwin (nascida Myant Myant Aye, 31 de outubro de 1966) é uma cantora, compositora e produtora musical Anglo-Burnesa, mais conhecida como a vocalista dos Bow Wow Wow.

## Biografia
Lwin é filha de um Birmanês pai e duma mãe inglesa de Rangoon, em Burma ( Yangon, Mianmar).

### Bow Wow Wow
Em 1980, com treze anos, foi vista por um amigo de Malcolm McLaren , cantando num serviço de limpeza a seco no Norte de Londres, onde trabalhava em part-time. Após a sua audição bem-sucedida para ser vocalista no novo grupo de McLaren, (a futura banda Bow Wow Wow), ela transferiu-se a partir de uma escola mista em Londres para a Sylvia Young Theatre School. McLaren, apelidou-a de 'Bess Man'. O grupo iria alcançar sucesso nas tabelas com as músicas "Go Wild in the Country", "Do you Wanna Hold Me?" e "I Want Candy". Logo no início da banda, Lwin gerou controvérsia pois posou nua para a capa de See Jungle! See Jungle! Go Join Your Gang, Yeah. City All Over! Go Ape Crazy, o primeiro albúm de longa-duração (Lwin tinha 14 anos na época).